# Cantonul Lignières
Cantonul Lignières este un canton din arondismentul Saint-Amand-Montrond, departamentul Cher, regiunea Centru, Franța.

## Comune
| Comune                     | Populație (1999) | Cod poștal | Cod INSEE |
| -------------------------- | ---------------- | ---------- | --------- |
| La Celle-Condé             | 180              | 18160      | 18043     |
| Chezal-Benoît              | 977              | 18160      | 18065     |
| Ineuil                     | 248              | 18160      | 18114     |
| Lignières                  | 1 588            | 18160      | 18127     |
| Montlouis                  | 120              | 18160      | 18152     |
| Saint-Baudel               | 248              | 18160      | 18199     |
| Saint-Hilaire-en-Lignières | 523              | 18160      | 18216     |
| Touchay                    | 297              | 18160      | 18266     |
| Villecelin                 | 106              | 18160      | 18283     |